# Kresy (Zatorowizna)
Kresy – część wsi Zatorowizna w Polsce, położona w województwie mazowieckim, w powiecie żuromińskim, w gminie Lubowidz.
W latach 1975–1998 Kresy administracyjnie należały do województwa ciechanowskiego.